# Карамультук
Карамульту́к, реже карамылты́к (от тюркских «кара» — чёрный и «мультук» (или «мылтык») — ружьё, винтовка) — длинноствольное нарезное ружьё у азиатских народов (Таджикистан, Казахстан, Узбекистан) XIX — начала XX века. Изначально фитильную конструкцию позднее стали оснащать ударно-кремнёвыми замками, иногда используя детали британских пехотных ружей. Название подчёркивает, что в отличие от другого типа восточных ружей мушкетного типа — джезайла — это ружьё было лишено декоративных украшений.
Отличия джезайла и карамультука от ружей европейского образца включали более крупный калибр, бо́льшую дальность прицельной стрельбы (в годы англо-афганских войн у британских винтовок она составляла 150 м, а у джезайлов 250 м) и причудливо изогнутый приклад. В длину ружьё могло превышать человеческий рост. Карамультуки были больше распространены среди узбеков и казахов, тогда как джезайлы — среди арабов и пуштунов.
В современном русском языке слово «карамультук» стало просторечным, насмешливым обозначением любого относительно старого ручного стрелкового оружия или самодельного стрелкового оружия, собранного из подручных деталей.